# Boothby Graffoe
Boothby Graffoe – wieś w Anglii, w hrabstwie Lincolnshire. Leży 13 km na południe od Lincoln i 181 km na północ od Londynu.